# هارون بن موسى بن أشير
هارون بن موسى بن أشير (بالعبرية: אהרן בן משה בן אשר) هو راباي ولغوي يهودي من طائفة الكتبة، عاش في القرن العاشر في مدينة طبريا، قام بإعادة صياعة نظام اللغة الطبرية بحسب أصوات اللغة العبرية والتي لا زالت تستخدم حتى اليوم في التحليل القواعدي.